# Apela archimma
Apela archimma är en fjärilsart som beskrevs av William Schaus 1928. Apela archimma ingår i släktet Apela och familjen tandspinnare. Inga underarter finns listade i Catalogue of Life.